# When a Woman Sins
When a Woman Sins é um filme mudo norte-americano de 1918, do gênero drama, dirigido por J. Gordon Edwards e estrelado por Theda Bara.

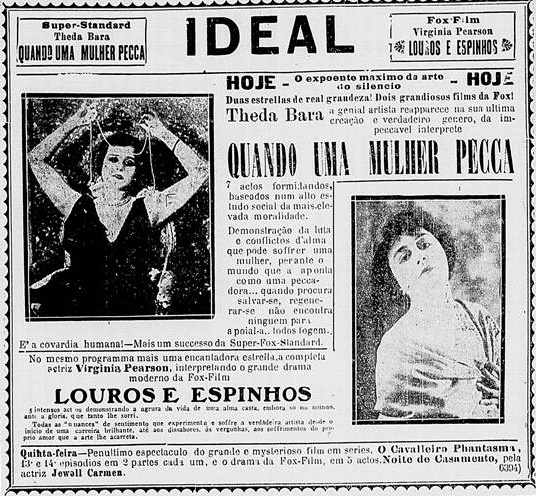
O filme Quando uma Mulher Pacca (When a Woman Sins) na revista Correio da Manhã (RJ) no Brasil.

When a Woman Sins  foi lançado no Brasil com o título Quando a Mulher Pecca em 24 de Junho de 1919.

## Elenco
- Theda Bara comoLilian Marchard / Poppea
- Josef Swickard como Mortimer West
- Albert Roscoe como Michael West
- Alfred Fremont como Augustus Van Brooks
- Jack Rollens como Reggie West
- Genevieve Blinn como Sra. West
- Ogden Crane como Dr. Stone

## Status de preservação
O filme atualmente é considerado perdido.

## Recepção

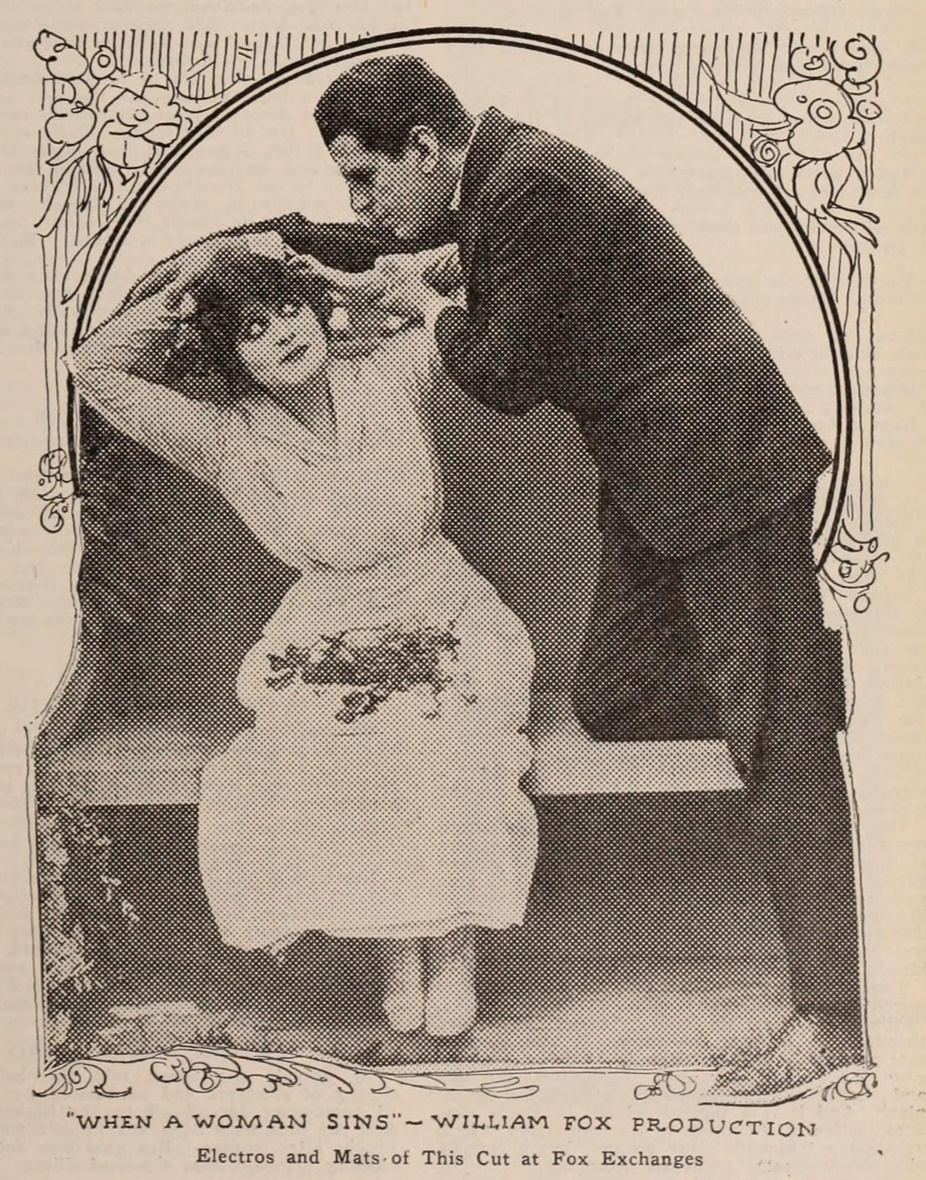
Alan Roscoe e Theda Bara em When a Woman Sins

Como muitos filmes americanos da época, When a Woman Sins foi sujeito a cortes por órgãos de censura de filmes municipais e estaduais. Por exemplo, o Chicago Board of Censors exigiu cortes, no Carretel 1, de fotos de uma jovem de pijama, Carretel 2, homem velho beijando uma enfermeira no ombro, Carretel 5, o intertítulo "Estou à venda pelo licitante mais alto", e inserir um novo intertítulo no sentido de que a mulher se casará com o homem que mais licitar.